# Boris Godunov (opera)
Operu Boris Godunov napisao je Modest Petrovič Musorgski.
RADNJA

Radnja se događa u Rusiji od 1598. do 1605. godine,a donosi povijesne likove. Boris Godunov,carev savjetnik,zapovjedio je ubojstvo malog prijestolonasljednika. Nakon careve smrti zauzima prijestolje,ali ga sve više opsjeda grižnja savjesti. Priviđa mu se mali carević i u jednoj od tih vizija Boris Godunov umire. Nasljeđuje ga monah Grigorij,koji se lažno predstavio kao ubijeni carević Dimitrij.
BORIS GODUNOV

Lik Borisa Godunova proturječan je: on je ubojica malog djeteta,a istodobno nježan i brižan otac vlastitoj djeci. Musorgski ga je opisao vrlo naturalistički,pogotovo u prizorima teških duševnih kriza.

LIKOVI

Boris Godunov - ruski car
Fjodor - njegov sin
Ksenija - njegova kćer
Grigorij - monah i samozvani carević Dimitrij
Seljaci,redovnici,boljari,vojnici i drugi
JEZIK I GLAZBA OPERE
Pojačavajući značaj i izražajnost teksta,Musorgski više koristi recitativni i ariozni način pjevanja. Pravi junak opere je ruski narod opisan u zborskim nastupima. Iz zbora se izdvajaju kraći nastupi pojedinaca iz raznih društvenih slojeva. Glazba je prožeta duhom ruskog folklora,pa je ova opera jedna od najljepših ruskih nacionalnih opera.

FJODOR ŠALJAPIN

Jedan od legendarnih interpreta Borisa Godunova bio je Fjodor Šaljapin. Ova uloga vrlo je zahtjevna jer od pjevača traži ne samo snažan glas basovskog opsega,nego i veliko glumačko umijeće.